# Организм (фильм, 2008)
«Организм» (англ. Living Hell) — американский фантастический фильм ужасов. Премьера фильма состоялась 23 февраля 2008 года на телеканале Sci Fi Channel.

## Сюжет
Франк Серс — обычный учитель с необычным прошлым. Когда ему было 10 лет, мать вырезала Франку на правой руке символы: «Подуровень 3, отсек 12». Сразу после этого она покончила с собой, также убив и отца Франка.
Спустя 40 лет он узнаёт, что секретную военно-исследовательскую базу в Нью-Мексико, где работали его отец и мать, хотят дезактивировать и построить на её месте казино. Дезактивация подразумевала полную очистку всех помещений базы, проверку всех материалов и уничтожение. Франк едет туда, чтобы предотвратить катастрофу: он чувствует, что в подуровне 3 отсека 12 спрятано что-то ужасное. Но ему отказывают в доступе на базу, мотивируя это отсутствием пропуска.
Тем временем проверка и очистка помещений базы подходит к концу. Группы работают в полиэтиленовых герметичных костюмах — для защиты от радиации. Серс всё же попадает на базу, где просит ещё раз проверить подуровень 3/отсек 12. Ему удаётся убедить начальника форта послать туда ещё один отряд. Сначала они обнаруживают пустое, уже проверенное помещение, однако после простукивания стены и её бурения находят ещё один отсек. Там стоит большой титановый контейнер, герметично запаянный. Группа его открывает и находит сначала трупы крыс в растворе, мартышки, а затем и человека. На его теле расположена огромная опухоль, в которой лейтенант Фриборн, учёный, видит признаки центра регуляции роста. Находку фотографируют, а затем при попытке взять образец заражённой ткани она проявила агрессивные признаки активности. Отряд спешно эвакуируется и пытается закрыть контейнер, но уже поздно: организм вырвался на свободу. Совсем скоро вся база становится заражена, почти весь персонал убит организмом, быстро внедряющимся во всё живое и неживое.
Кэрри Фриборн, муж которой также погиб, и Франк Серс направляются на юг, где встречают старика-индейца и его внучку. Он тоже работал на этой базе, и знает, где спрятано кое-что как раз для такого случая. В заброшенной церкви Кэрри и Франк находят диафильм на плёнке. С целью его просмотра они бегут в соседнюю школу, где также находят и химическую лабораторию.
Пока Кэрри изучает образец организма, Франк смотрит фильм. Оказывается, его отцом был совсем другой человек, русский учёный Евгений Тарасов, разрабатывавший биологическое оружие сначала в СССР, а затем и в США (после непризнания его исследований в СССР). Он создал совершенный организм, который невозможно уничтожить, питающийся от любой энергии, даже радиоактивной. Евгений также получил и мизерное количество антидота, позже утерянного. Позже, введя организм в себя, он сошёл с ума и был похоронен в том самом контейнере. Кэрри, анализируя организм, сообщает что он имеет признаки животных, растительных и бактериальных клеток вместе взятых. Франк случайно заражается, организм быстро его захватывает, но вскоре умирает. Франк и Кэрри понимают, что антидот не пропал — мать Франка ввела его сыну незадолго до смерти отца. Порезав палец перочинным ножом, каплями крови Серс убивает образец организма.
В окрестностях базы идёт эвакуация населения, а прогрессирующий организм растёт всё быстрее — на 1,7 км в диаметре за эти несколько часов. Чуть позже в штабе совершают ужасное открытие: в ИК-спектре видно, что организм растёт и под землёй, причем ещё быстрее чем на поверхности и уже на большей площади. Военные пытаются бороться с распространением организма, но тщетно.
Франк и Кэрри в панике: три часа до рассвета (после восхода Солнца рост организма увеличится в сотни раз и уже скоро поглотит всю Землю)! Вдруг Кэрри вспоминает, что её покойный муж заметил в той опухоли на груди Кунецова признаки центра регуляции роста. Они решают уничтожить центр кровью Франка, и тогда организм умрёт. Франк обмазывает Кэрри своей кровью чтобы та не заразилась, и вместе они возвращаются на базу. Вскоре Франк обнаруживает тело отца. Порезав себе ножом всю руку, он льёт свою кровь прямо в центр, и организм умирает. Его мёртвые лианы на поверхности медленно рассыпаются в прах.

## В ролях
| Актёр            | Роль                     |
| ---------------- | ------------------------ |
| Джонатон Шек     | Фрэнк Сирс               |
| Эрика Лирсен     | Кэри Фриборн             |
| Джеймс Макдэниэл | полковник Эрик Мейтлэнд  |
| Джейсон Уайлз    | Гленн Фриборн            |
| Теренс Джей      | лейтенант Грегг Эрбогаст |
| Джуди Эррера     | рядовой Уна Фернандес    |